# 标量 (数学)
在数学中，标量（英語：scalar）是指用来定义向量空间的域的一个元素。由多个标量描述的概念（比如方向、大小等）被称为向量。
在线性代数中，域的元素（如实数）被称为“标量”，通过标量乘法与向量空间中的向量相关联——一个空间中的向量，可通过乘法来得到位于同一向量空间的另一向量。